# 罗浮梭罗
罗浮梭罗（学名：Reevesia lofouensis）为梧桐科梭罗树属下的一个种。

## 扩展阅读
- 維基物種上的相關：罗浮梭罗